# Nava de los Caballeros
Nava de los Caballeros es una localidad española perteneciente al municipio de Gradefes, en la provincia de León, comunidad autónoma de Castilla y León.

## Geografía

### Ubicación
| Noroeste: Valdealcón        | Norte: Valdealcón       | Noreste: Villanófar |
| Oeste: Valdealiso           |                         | Este: Gradefes      |
| Suroeste Cifuentes de Rueda | Sur: Cifuentes de Rueda | Sureste: Gradefes   |

## Demografía
Evolución de la población
| Gráfica de evolución demográfica de Nava de los Caballeros entre 2000 y 2017 |
|                                                                              |
| Población de derecho (2000-2017) según el padrón municipal del INE           |

## Patrimonio

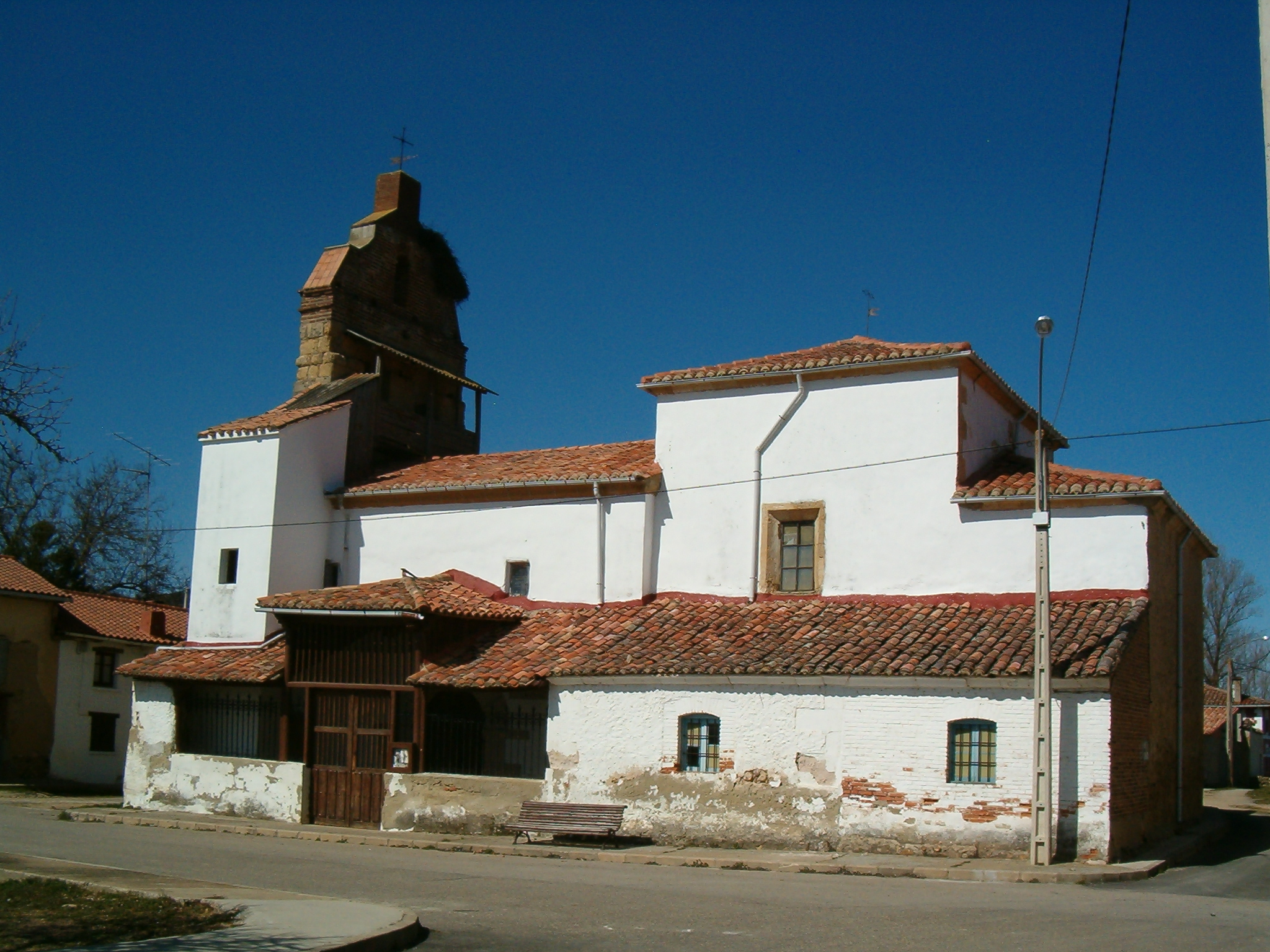
Iglesia de San Pedro Apóstol

- Iglesia parroquial de San Pedro Apóstol.[4]